# Marano Principato
Marano Principato es una localidad italiana de la provincia de Cosenza, región de Calabria, con 3.418 habitantes.

## Evolución demográfica
| Gráfica de evolución demográfica de Marano Principato entre 1861 y 2001 |
|                                                                         |
| Fuente ISTAT - Elaboración gráfica por parte de Wikipedia               |